# 吉武博文
吉武 博文（よしたけ ひろふみ、1960年6月8日 - ）は、大分県出身の元サッカー選手、サッカー指導者。元中学校教諭。

## 来歴
大分県立大分上野丘高校ではサッカー部に所属して、1年および3年次にインターハイ、2年次に国民体育大会にそれぞれ出場した。
1983年に大分大学を卒業後は蒲江町立深島中学校に数学教師として赴任。その後、大分市立明野中学校に赴任してサッカー部監督に就任。同校では永井秀樹や三浦淳宏らを指導した。1992年から1995年はチェコに渡り、プラハの日本人学校にて教師を務める。1996年に大分トリニータU-15コーチに就任、その後は大分県サッカー協会県トレセンコーチ、日本サッカー協会ナショナルトレセン九州担当チーフコーチ等を歴任。またこの当時は盲学校教諭を6年間務めている。
2001年にJFA公認S級コーチライセンス（現：JFA Proライセンス）を取得し、2006年に教師を退職している。
2009年に2011 FIFA U-17ワールドカップ出場を目指すU-15日本代表監督に就任。AFC U-16選手権2010でベスト4に入り2011 FIFA U-17ワールドカップの出場権を獲得。2011年1月13日に2013 FIFA U-17ワールドカップを目指す、U-15日本代表監督に就任し、U-17日本代表監督と兼任することになった。2011 FIFA U-17ワールドカップでは18年ぶりにベスト8に進出し、フェアプレー賞も受賞。
AFC U-16選手権2012で準優勝し、2013 FIFA U-17ワールドカップの出場権を獲得。U-17ワールドカップではグループリーグを3戦全勝で突破したものの、決勝トーナメント1回戦で敗れベスト16で終わった。
2016年よりFC今治の監督に就任。2018年6月27日付でFC今治の監督を退任。
2019年、JFAアカデミー福島の男子コーチに就任、U15監督。
2020年、東京ヴェルディのヘッドコーチに就任。2020年12月9日、退任が発表された。
2021年3月、アローズ長崎のゼネラルマネージャー兼アローズプライベートプログラムダイレクターに就任。
2022年11月、2023年シーズンよりおこしやす京都ACの監督に就任することが発表された。
2024年シーズン限りでおこしやす京都監督を退任し、2025年1月24日に福島ユナイテッドFCのアカデミーダイレクターに就任。

## 学歴
- 1976年 - 1978年 大分県立大分上野丘高等学校
- 1979年 - 1982年 大分大学
- 19xx年 - 1997年 大分大学大学院

## 指導歴・実績
- 大分市立明野中学校
  - 1985年 全国中学校サッカー大会：優勝
- 1995年 - 1996年 大分市トレセン コーチ
- 1996年 - 2006年 大分トリニータU-15 コーチ
- 1996年 - 2001年 大分県トレセン コーチ
- 2005年 - 2006年 JFAエリートプログラムU-14 コーチ
- 2006年 U-18日本代表 監督
  - 仙台カップ国際ユースサッカー大会2006：3位
- 2007年 - 2008年 JFAエリートプログラム 監督
- 2008年 U-14日本選抜 コーチ
- 2009年 - 2011年  U-15/U-16/U-17日本代表 監督
  - AFC U-16選手権2010：ベスト4
  - 2011 FIFA U-17ワールドカップ：ベスト8
- 2011年 - 2014年  U-15/U-16/U-17日本代表 監督
  - AFC U-16選手権2012：準優勝
  - 2013 FIFA U-17ワールドカップ：ベスト16
- 2015年 - 2018年6月 FC今治
  - 2015年 メソッド事業本部
  - 2016年 - 2018年6月 監督
- 2019年 JFAアカデミー福島 コーチ
- 2020年 東京ヴェルディ ヘッドコーチ
- 2021年 - 2022年 アローズ長崎 ゼネラルマネージャー
- 2023年 - 2024年 おこしやす京都AC 監督
- 2025年 - 福島ユナイテッドFC アカデミーダイレクター